# Козлув (Радомський повіт)
Козлув (пол. Kozłów) — село в Польщі, у гміні Ястшембія Радомського повіту Мазовецького воєводства.
Населення — 532 особи (2011).
У 1975-1998 роках село належало до Радомського воєводства.

## Демографія
Демографічна структура станом на 31 березня 2011 року:
|          | Загалом | Допрацездатний вік | Працездатний вік | Постпрацездатний вік |
| -------- | ------- | ------------------ | ---------------- | -------------------- |
| Чоловіки | 270     | 70                 | 179              | 21                   |
| Жінки    | 262     | 52                 | 160              | 50                   |
| Разом    | 532     | 122                | 339              | 71                   |